# Draillant
Draillant település Franciaországban, Haute-Savoie megyében. Lakosainak száma 875 fő (2022. január 1.). Draillant Allinges, Cervens, Habère-Poche, Lullin, Orcier és Perrignier községekkel határos.

## Népesség
A település népességének változása:
| Lakosok száma | 747  | 790  | 839  | 859  | 888  | 902  | 895  | 885  | 875  |
|               | 2013 | 2015 | 2016 | 2017 | 2018 | 2019 | 2020 | 2021 | 2022 |